# Hudson Soft HuC6280

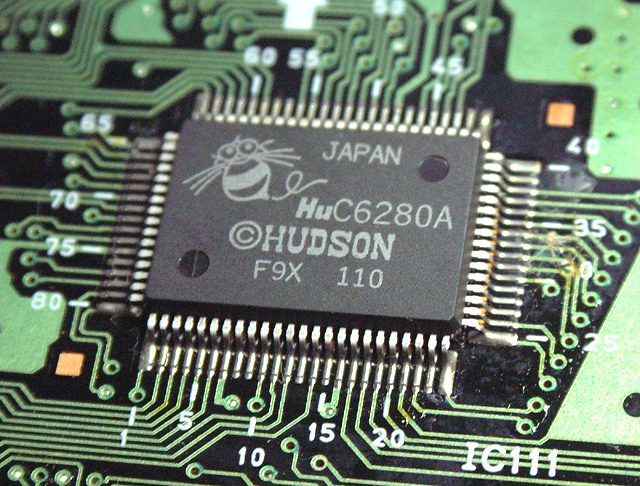
Hudson Soft HuC6280 processor

De HuC6280 is een door het Japanse Hudson Soft ontwikkelde 8-bits processor en is een doorontwikkelde versie van de door Western Design Center ontworpen WDC 65C02-processor.
De processor is onder meer toegepast in NEC's PC Engine en SuperGrafx spelcomputers.
De HuC6280 bevat een 65C02-kern met meerdere additionele instructies en enkele interne bijkomende functies als een interrupt controller, memory management unit, timer, 8-bits parallelle I/O-poort en een programmeerbare Sound Generator. De processor werkt met twee kloksnelheden, respectievelijk 1,7897725 MHz en 7,15909 MHz.